# Medal of Honor: European Assault
Medal of Honor: European Assault è un videogioco facente parte della serie Medal of Honor. European Assault è stato pubblicato per PlayStation 2, GameCube, e Xbox nel giugno 2005. Il gioco segue una modalità di gioco a squadra come Medal of Honor: Pacific Assault, per Microsoft Windows. Sono state inserite delle nuove opzioni di gioco come il poter comandare dei soldati alleati e l'adrenalina, che rende per pochi secondi il personaggio invincibile, con munizioni più potenti e infinite e che si accumula uccidendo nemici, completando obiettivi o curando alleati.

## Trama
La storia del gioco è stata scritta da John Milius, sceneggiatore di Apocalypse Now.

## Modalità di gioco
Ambientato in quattro aree il giocatore (come tenente William Holt) viene mandato in: Francia, Nord Africa, l'Unione Sovietica e il Belgio. Ogni area presenta delle missioni che il giocatore dovrà completare. Mentre alcuni obiettivi vengono rivelati sin dall'inizio, l'esplorazione dell'area permetterà a Holt di scoprire obiettivi aggiuntivi. Ogni missione è composta da cinque obiettivi: un obiettivo primario, un obiettivo secondario, l'uccisione di un ufficiale tedesco (Nemesi nel gioco), rubare documenti dall'ufficiale e la fuga. Se tutti questi vengono completati, verrà data una medaglia d'oro. Lasciando uno o più obiettivi sarà data l'argento o il bronzo.
Molte missioni vedranno Holt combattere a fianco di PNG verso un comune obiettivo, spesso basati su eventi storici sulla seconda guerra mondiale.

## Campagna

### St. Nazaire, Francia
All'inizio del gioco, in una storyline fittizia basata sull'incursione nel porto di Saint-Nazaire dato che nessun americano prese parte all'operazione, Holt e le forze britanniche sono diretti ai porti per sottomarini a Saint-Nazaire, mentre si dirigono ai porti sul HMS Campbeltown battendo bandiera nazista. Tuttavia la nave viene riconosciuta e presa a cannonate, la nave allora risponde al fuoco e innalza la Union Flag. Una volta approdati, Holt viene mandato a incontrarsi con un ufficiale che possiede l'unica radio, dall'altra parte del porto. Dopo aver incontrato l'ufficiale, si ritira alla nave per ripararsi dall'attacco aereo che l'ufficiale ha chiamato. Quindi Holt si dirige con i commando britannici al raid su St. Nazaire, dove distrugge delle cisterne di carburante e elimina un ufficiale tedesco di nome Klaus Mueller; inoltre distrugge anche un cannone antiaereo e un cannone da costiera. Più avanti si dirige verso i moli per distruggere una centrale elettrica e affondare un U-Boot ancorato, togliendo energia elettrica alla città e eliminare un altro ufficiale di nome Horst Brenner. Il giorno dopo, Holt e i suoi compagni britannici ricevono la notizia che non riceveranno alcun rinforzo, forzandoli ad attraversare la città e a combattere contro due Panzer. Oltre che a uccidere l'ufficiale Erich Koster e le sue forze, deve distruggere un panzer per poi fuggire nella campagna francese.

### Nord Africa
Holt, stanziato nell'Africa del Nord è incaricato di distruggere i prototipi del carro Tiger e di eliminare l'ufficiale nazista Adabold Brecht. Dopo il combattimento iniziale, Holt si dirige alla base tedesca a salvare dei commando SAS catturati e uccidere un altro degli uomini di Von Schrader, Hans Schneider. Con il loro aiuto, Holt riesce a mettere le mani su un filmato registrato da Von Schrader, e infine riesce a distruggere il prototipo di un razzo V2.

### Unione Sovietica
Holt, inviato in Russia per aiutare la resistenza locale, è incaricato della distruzione di un enorme cannone ferroviario; fatto ciò, gli viene chiesto di assaltare una piccola chiesetta sul limite della città, occupata dai nazisti comandati dall'ufficiale Walter Neumann in quanto punto tattico. In seguito è incaricato dall'OSS di trasmettere dei dati segreti custoditi in un avamposto sul Mamayev Kurgan: qui Holt, con un battaglione sovietico, guida una carica a un piccolo villaggio, respingendo i tedeschi. All'avamposto Holt elimina l'ufficiale Franz Greubner, e quindi trasmette i documenti segreti all'OSS, prima di distruggerli per non farli cadere in mani russe.

### Belgio
Di ritorno dalla Russia Holt partecipa all'offensiva delle Ardenne. Viene mandato ad assistere la 101ª Divisione Aviotrasportata, circondata dentro la foresta delle Ardenne in Belgio e partecipa alla battaglia per liberare Bastogne. Holt, con l'aiuto dei paracadutisti della 101ª riesca a fermare l'assalto, a uccidere Folker Kappelhorf e a far saltare un importante ponte. Quindi Holt viene mandato a una fattoria belga per salvare Manon du Champ, un agente donna dell'OSS, che era stata catturata dall'uomo più fedele a Von Schrader, Freder Engel. Dopo aver sconfitto Engel, Holt libera l'operativo. Infine Holt, accompagnato da un plotone di soldati statunitensi, assalta il bunker di Von Schrader. Nell'ultima battaglia, Holt elimina Von Schrader e distruggere la bomba sporca che ha costruito, facendola precipitare nei bunker sotterranei all'ultimo momento, sopravvivendo con alcune lievi ferite.

## Personaggi
- William Holt-personaggio giocabile
- Manon-Partigiana francese alleata
- Sergei-Ufficiale russo alleato
- Von Schrader-Ufficiale tedesco nemico

## Colonna sonora
La colonna sonora è composta da undici brani differenti realizzati da Christopher Lennertz.
1. Dogs Of War - Main Title - 3:02
2. Operation Chariot - 3:16
3. Casualties of War - 1:40
4. Redball Express - 3:17
5. To Stalingrad - 3:17
6. Clearing Tobruk - 2:05
7. North Africa - 5:22
8. The Desert Rats - 2:17
9. Russia, 1942 - 2:17
10. Battle of the Bulge - 4:16
11. One Man Can Make a Difference - 2:08[1]

## Accoglienza
La rivista Play Generation diede alla versione per PlayStation 2 un punteggio di 84/100, trovando che non avesse la complessità dei titoli odierni, ma restava uno dei migliori sparatutto per PS2, ritenendo un peccato la grafica invecchiata davvero male.